# Hart's Location
Hart's Location est une ville du comté de Carroll, dans l'État du New Hampshire, aux États-Unis. En 2010, sa population est de 41 habitants.